# Arne Wahl Iversen
 Der er for få eller ingen kildehenvisninger i denne artikel, hvilket er et problem. Du kan hjælpe ved at angive troværdige kilder til de påstande, som fremføres i artiklen.

Arne Wahl Iversen (født 9. november 1927 i Nyborg) er en dansk møbelarkitekt.
Arne Wahl Iversen fik sin interesse for møbler fra faderen, som havde møbelforretning i Nyborg. Han uddannede sig først til møbelsnedker og tog derefter møbelkonstruktøruddannelsen på Odense Tekniske Skole. Fra 1949 til 1951 gik han på Kunstakademiet, skolen for møbelkunst under ledelse af Kaare Klint.
25 år gammel startede Arne Wahl Iversen tegnestue i sin hjemby. Hans ambition var at lave elegante og funktionelle møbler i en høj håndværksmæssig kvalitet.
I 1957 indledte han et samarbejde med Ingvar Kamprad, som var i gang med at etablere IKEA på det svenske marked. På dette tidspunkt havde kendte navne som Arne Jacobsen, Finn Juhl og Hans Wegner gjort dansk møbelkunst verdensberømt, og Kamprad ville derfor gerne have den unge arkitekt til at designe møbler til sin virksomhed. Samarbejdet ophørte dog efter nogle år, da Arne Wahl Iversen valgte at gå sine egne veje.
Arne Wahl Iversen fik produceret sine møbler på mange forskellige fabrikker rundt om i Danmark, men det er nok modellerne fra Komfort og Vinde Møbelfabrik, han er mest kendt for.[kilde mangler]
I 1968 var hans soveværelse nr. 92 fra Vinde Møbelfabrik med på møbelmessen i Geneve. Monacos fyrst Rainier 3. og hans kone Grace Kelly så det på udstillingen og bestilte straks et. Det gav god PR-værdi og var muligvis medvirkende til, at hans soveværelsesmøbler blev populære på det amerikanske marked.
I begyndelsen blev hans møbler primært solgt i Danmark, men fra slutningen af 60'erne var der i højere grad salg til de store europæiske lande og det amerikanske marked. Arne Wahl Iversen var aktiv frem til midten af 80'erne.

## Udmærkelser
- Præmie ved Københavns Snedkerlaug 1953
- Præmie ved Københavns Snedkerlaug 1955
- Præmie ved Københavns Snedkerlaug 1956
- Præmie ved Københavns Sadelmager- og tapetsererlaugs 500 års-jubilæum 1960
- Optaget i M.A.S. (Arkitektsammenslutningen) i 1963
- Arne Wahl Iversen er bl.a. repræsenteret på Österreichisches Museum für Angevandte Kunst